# Ray Drummond
Ray Drummond (Brookline, 23 november 1946) is een Amerikaanse jazzcontrabassist.

## Biografie
Ray Drummond speelde al op jeugdige leeftijd contrabas. Hij koos aanvankelijk niet voor een muzikantencarrière, maar studeerde vanaf 1974 economie aan de Stanford University, die hij in 1977 voltooide met de MBA. Hij speelde in de Stanford Jazz Workshop. Daarna keerde hij echter weer terug bij de contrabas, werd professioneel muzikant en sinds de jaren 1980 een gevraagd begeleidingsmuzikant bij talloze platensessies. Zo werkte hij mee aan plaatopnamen van het Art Farmer/Benny Golson Jazztet, bij Stan Getz, Johnny Griffin, Tom Harrell, Dusko Goykovich, Hank Jones, Lee Konitz, Wynton en Branford Marsalis, David Murray, de Sonny Clark Memorial Band, Pharoah Sanders en James Spaulding. Bovendien speelde hij mee op opnamen van Renee Rosnes en (geen familie) Billy Drummond onder de titel The Drummonds en bracht hij een reeks albums uit onder zijn eigen naam met gastmuzikanten als Kenny Barron, Craig Handy, John Hicks, Branford Marsalis en Joe Lovano.

## Discografie
- 1984: Susanita (Nilva) met Manny Boyd, Branford Marsalis, John Hicks, Alvin Queen
- 1989: Camera In A Bag (Criss Cross) met David Newman, Kenny Barron, Steve Nelson, Marvin Smitty Smith
- 1989: One To One (DMP) duo-opnamen met Bill Mays
- 1990: One To One 2 (DMP) met Bill Mays
- 1992: Excursion (Arabesque) met Craig Handy, Joe Lovano, Danilo Pérez, Mor Thiam, Marvin Smitty Smith